# Кубок мира по лыжному двоеборью 1992/1993
Кубок мира по лыжному двоеборью 1992/1993 - 10-й сезон важнейших соревнований двоеборцев. Было проведено 8 стартов. Соревнования начались 5 декабря 1992 года в Вуокатти, а закончен 20 марта 1993 года в Штрбске-Плесо. В ходе сезона, с 19 по 28 февраля, был проведён Чемпионат мира по лыжным видам спорта в шведском Фалуне.
Звание обладателя Кубка мира защищал Фабрис Ги. Но в ходе соревнований был определён новый победитель. Им стал японец Кэндзи Огивара, который ни разу не выпал из тройки призёров на этапах. Второе место занял норвежец Фред Бёрре Лундберг, а замкнул тройку ещё один японец - Таканори Коно.

## Результаты
| Этап                                                     | Дата       | Место         | Дисциплина  | Победитель          | Второй призёр       | Третий призёр       | Детали |
| -------------------------------------------------------- | ---------- | ------------- | ----------- | ------------------- | ------------------- | ------------------- | ------ |
| 1.                                                       | 05.12.1992 | Вуокатти      | К-90/15 км  | Кэндзи Огивара      | Таканори Коно       | Бьярте Энген Вик    | [ 1 ]  |
| 2.                                                       | 12.12.1992 | Куршевель     | К-120/15 км | Кэндзи Огивара      | Аллар Леванди       | Таканори Коно       | [ 2 ]  |
| 3.                                                       | 19.12.1992 | Санкт-Мориц   | К-90/15 км  | Кэндзи Огивара      | Таканори Коно       | Масаси Абэ          | [ 3 ]  |
| 4.                                                       | 08.01.1993 | Шонах         | К-90/15 км  | Фред Бёрре Лундберг | Масаси Абэ          | Кэндзи Огивара      | [ 4 ]  |
| 5.                                                       | 23.01.1993 | Зальфельден   | К-90/15 км  | Кэндзи Огивара      | Томас Дуфтер        | Йенс Даймель        | [ 5 ]  |
| Чемпионат мира по лыжным видам спорта (19.02-28.02.1993) |            |               |             |                     |                     |                     |        |
| 6.                                                       | 05.03.1993 | Лахти         | К-90/15 км  | Кэндзи Огивара      | Фред Бёрре Лундберг | Масаси Абэ          | [ 6 ]  |
| 7.                                                       | 12.03.1993 | Осло          | К-120/15 км | Таканори Коно       | Кэндзи Огивара      | Юниси Когава        | [ 7 ]  |
| 8.                                                       | 20.03.1993 | Штрбске-Плесо | К-90/15 км  | Кэндзи Огивара      | Таканори Коно       | Фред Бёрре Лундберг | [ 8 ]  |

## Общий зачёт
| Место | Спортсмен           | Очки |
| ----- | ------------------- | ---- |
| 1.    | Кэндзи Огивара      | 185  |
| 2.    | Фред Бёрре Лундберг | 115  |
| 3.    | Таканори Коно       | 112  |
| 4.    | Масаси Абэ          | 94   |
| 5.    | Аллар Леванди       | 62   |
| 6.    | Кнут Торе Апеланд   | 48   |
| 7.    | Тронд Эйнар Элден   | 44   |
| 8.    | Жан-Ив Куэнде       | 41   |
| 9.    | Андреас Шаад        | 40   |
| 10.   | Фабрис Ги           | 39   |

## Примечание
1. ↑  Vuokatti (FIN) 05.12.1992 Men's Gundersen K90/15.0 Km. Дата обращения: 3 июля 2015. Архивировано 10 апреля 2016 года.
2. ↑  Courchevel (FRA) 12.12.1992 Men's Gundersen K120/15.0 Km. Дата обращения: 3 июля 2015. Архивировано 4 марта 2016 года.
3. ↑  St.Moritz (SUI) 19.12.1992 Men's Gundersen K90/15.0 Km. Дата обращения: 3 июля 2015. Архивировано 19 октября 2015 года.
4. ↑  Schonach (GER) 08.01.1993 Men's Gundersen K90/15.0 Km. Дата обращения: 3 июля 2015. Архивировано 17 октября 2015 года.
5. ↑  Saalfelden (AUT) 23.01.1993 Men's Gundersen K90/15.0 Km. Дата обращения: 3 июля 2015. Архивировано 7 октября 2015 года.
6. ↑  Lahti (FIN) 05.03.1993 Men's Gundersen K90/15.0 Km. Дата обращения: 3 июля 2015. Архивировано 25 октября 2015 года.
7. ↑  Oslo (NOR) 12.03.1993 Men's Gundersen K120/15.0 Km. Дата обращения: 3 июля 2015. Архивировано 23 ноября 2015 года.
8. ↑  Strbske Pleso (TCH) 20.03.1993 Men's Gundersen K90/15.0 Km. Дата обращения: 3 июля 2015. Архивировано 17 октября 2015 года.